# 1038 Tuckia
1038 Tuckia је астероид са пречником од приближно 58,3 .
Афел астероида је на удаљености од 4,876 астрономских јединица (АЈ) од Сунца, а перихел на 3,094 АЈ.
Ексцентрицитет орбите износи 0,223, инклинација (нагиб) орбите у односу на раван еклиптике 9,180 степени, а орбитални период износи 2906,295 дана (7,957 година).
Апсолутна магнитуда астероида је 10,82 а геометријски албедо 0,024.
Астероид је откривен 24. новембра 1924. године.